# Aleksandra Stanaćev
Aleksandra Stanaćev (in serbo Александра Станаћев?; Kikinda, 25 settembre 1994) è una cestista serba.

## Carriera
Con la Serbia ha disputato i Campionati europei del 2019.